# Фрейзер, Марвис
Марвис Фрейзер — американский боксёр-профессионал, выступавший в тяжёлой весовой категории. Чемпион мира среди юниоров в тяжелом весе (1979). Чемпион США среди любителей 1980 года.

## Личная жизнь
Марвис является сыном бывшего чемпиона мира в супертяжелом весе Джо Фрейзера. Его брат Джо Фрейзер-младший (он же Гектор Фрейзер) также был профессиональным боксером, как и сестра Жаклин "Джеки" Фрейзер-Лайд, ставшая чемпионкой мира в полутяжелом весе.

## Любительская карьера
Марвис высоко оценивался, как перспективный боксёр и среди топ - рейтинговых тяжеловесов - любителей. В 1979 году Национальные Золотые перчатки в супертяжелом весе, а в 1980 год Национальный AAU супертяжелом весе. Его рекорд составляет 56 побед и 2 поражения.
Среди его лучших любительских побед были против Митча Грина, Тима Уизерспума, Джеймса "Бонкрашера Смита и Тони Таббса, который затем взял реванш. Он также победил звезду любительского бокса Джимми Кларка. Он проиграл Джеймсу Броаду в 1980 году в отборочном бой за право участвовать в олимпийских играх, однако США бойкотировала олимпиаду в Москве.

## Первый чемпионат мира среди юниоров 1979 года
В 1979 году Марвис Фрейзер принял участие в первом чемпионате мира среди юниоров. Зрители с большим интересом ждали появления на ринге этого безусловно способного спортсмена. И он не обманул их ожиданий. Свой 31-й по счету поединок, который в то же время являлся его первым международным, 18-летний Марвис завершил на 30-й секунде второго раунда, нокаутировав канадца Даниэля Гогуэна. В полуфинале Фрейзер победил по очкам советского боксёра Александра Ягубкина, а в финале досрочно — австрийца Олафа Майера и стал чемпионом.

## Профессиональная карьера
Дебютировал в 1980 году в бою с Роджером Труппой, которого нокаутировал в 3-м раунде.
В 1983 году победил Джеймса Броада и Джо Багнера, с которым в 1973 году боксировал и его отец.
25 ноября 1983 года Марвис Фрейзер вышел на бой с Ларри Холмсом. Штаб Фрейзера расхваливал его скорость и молодость, в которых Фрейзер значительно превосходил чемпиона. В первые минуты боя Фрейзер опустил руки по швам и игриво двигал головой назад-вперед, дразня Холмса. Однако Холмс длинным правым прямым сбил его с ног и Марвис поднялся лишь на счет 8. Холмс кинулся добивать ошеломленного ударом соперника. Всего за несколько секунд до конца первого раунда рефери остановил поединок, присудив победу Холмсу техническим нокаутом. Многие в мире спортивной журналистики критикуют отца и тренера Марвиса — Джо Фрейзера — за изменения стиля сына по сравнению с тем, который приносил ему с успех в любителях.
После поражения от Холмса Фрейзер продолжал боксировать и выиграл следующие шесть поединков, в том числе одержав победы над будущими чемпионами мира Бернардом Бентоном и Джеймсом «Костоломом» Смитом, и перспективными Хосе Рибальтой, Джеймсом Тиллисом и непобеждённым Фунсо Банджо.
В июле 1986 года Фрейзер встретился с Майком Тайсоном. В начале 1-го раунда Тайсон загнал противника в угол и провёл правый апперкот. Фрейзер был потрясён. Тайсон сразу же провёл ещё серию сильных ударов. Противник свалился. Рефери начал считать, но видя, что Фрейзер бесчувственно лежит, прекратил отсчёт. Это был тяжёлый нокаут. Фрейзер пришёл в себя через несколько минут. На то, чтобы нокаутировать Фрейзера, у Тайсона ушло всего 30 секунд. Этот бой оказался самым коротким в профессиональной карьере Тайсона. После этого боя Марвис Фрейзер провел ещё три боя с малоизвестными боксерами и в 1988 году выиграл свой последний бой против Филипа Брауна после чего покинул ринг с результатом 19 побед и два поражения.

## Результаты боёв
В таблице перечислены результаты всех поединков боксёров.
В каждой строке указан результат поединка. Дополнительно номер поединка обозначен цветом, который обозначает итог поединка. Расшифровка обозначений и цветов представлена в нижеследующей таблице.
| Пример | Расшифровка                     |
| ------ | ------------------------------- |
|        | Победа                          |
|        | Ничья                           |
|        | Поражение                       |
|        | Планируемый поединок            |
|        | Поединок признан несостоявшимся |
| КО     | Нокаут                          |
| ТКО    | Технический нокаут              |
| PTS    | Решение судей (по очкам)        |
| UD     | Единогласное решение судей      |
| MD     | Решение большинства судей       |
| SD     | Раздельное решение судей        |
| RTD    | Отказ от продолжения боя        |
| DQ     | Дисквалификация                 |
| NC     | Поединок признан несостоявшимся |

| Бой | Дата             | Соперник       | Место боя                                                | Раундов | Дополнительно |
| --- | ---------------- | -------------- | -------------------------------------------------------- | ------- | ------------- |
| 21  | 27 октября 1988  | Филипп Браун   | Convention Center, Тусон, Аризона, США                   | 10      | UD            |
| 20  | 10 августа 1987  | Роберт Эванс   | Hilton, Секокус, Нью-Джерси, США                         | 10      | UD            |
| 19  | 1 июня 1987      | Том Фишер      | Hilton, Секокус, Нью-Джерси, США                         | 10      | TKO2          |
| 18  | 26 июля 1986     | Майк Тайсон    | Civic Center, Нью-Йорк, Нью-Йорк, США                    | 10      | TKO1          |
| 17  | 23 февраля 1986  | Джеймс Смит    | Auditorium, Ричмонд, Калифорния, США                     | 10      | UD            |
| 16  | 11 сентября 1985 | Хосе Рибальта  | Trump Casino Hotel, Атлантик-Сити, Нью-Джерси, США       | 10      | MD            |
| 15  | 20 мая 1985      | Джеймс Тиллис  | Lawlor Events Center, Рино, Невада, США                  | 10      | UD            |
| 14  | 5 декабря 1984   | Фунсо Банджо   | Alexandra Pavilion, Масвелл Хилл, Лондон, Великобритания | 10      | PTS           |
| 13  | 23 октября 1984  | Бернард Бентон | Atlantis Hotel & Casino, Атлантик Сити, Нью-Джерси, США  | 10      | UD            |
| 12  | 25 сентября 1984 | Дэвид Старки   | Halloran Plaza Hotel, Пеннсокен, Нью-Джерси, США         | 8       | TKO1          |
| 11  | 25 ноября 1983   | Ларри Холмс    | Сизарс-пэлас, Лас-Вегас, Невада, США                     | 12      | ТКО1          |
| 10  | 4 июня 1983      | Джо Багнер     | Sands Casino Hotel, Атлантик Сити, Нью-Джерси, США       | 10      | UD            |
| 9   | 10 апреля 1983   | Джеймс Броад   | Resorts International, Атлантик Сити, Нью-Джерси, США    | 10      | UD            |
| 8   | 7 марта 1983     | Майк Коэн      | Sheraton Charleston Hotel, Чарлстон, Южная Каролина, США | 10      | TKO2          |
| 7   | 8 февраля 1983   | Амос Хейнс     | Tropicana Hotel & Casino, Атлантик Сити, Нью-Джерси, США | 10      | TKO5          |
| 6   | 16 сентября 1981 | Гай Казале     | Caesars Palace, Outdoor Arena, Лас-Вегас, Невада, США    | 8       | RTD4          |
| 5   | 22 августа 1981  | Тони Пулу      | Showboat Hotel & Casino, Лас-Вегас, Невада, США          | 6       | UD            |
| 4   | 11 мая 1981      | Стив Зоуски    | Мэдисон-сквер-гарден, Нью-Йорк, Нью-Йорк, США            | 6       | KO6           |
| 3   | 10 апреля 1981   | Мелвин Эппс    | Felt Forum, Нью-Йорк, Нью-Йорк, США                      | 6       | UD            |
| 2   | 10 октября 1980  | Деннис Риверс  | Felt Forum, Нью-Йорк, Нью-Йорк, США                      | 4       | ТКО2          |
| 1   | 12 сентября 1980 | Роджер Труппа  | Felt Forum, Нью-Йорк, Нью-Йорк, США                      | 4       | ТКО3          |

## После бокса
После ухода в отставку с бокса он был назначен министром и активным участником Товарищества Тюремных Министерств.
В 2013 году выпустил книгу «Meet Marvis Frazier: The Story of the Son of Smokin' Joe» (Встречайте Марвиса Фрейзера: История сына Дымящего Джо), написанную совместно с Джейми Поттером (англ. Jamie Potter).